# Rừng Boulogne

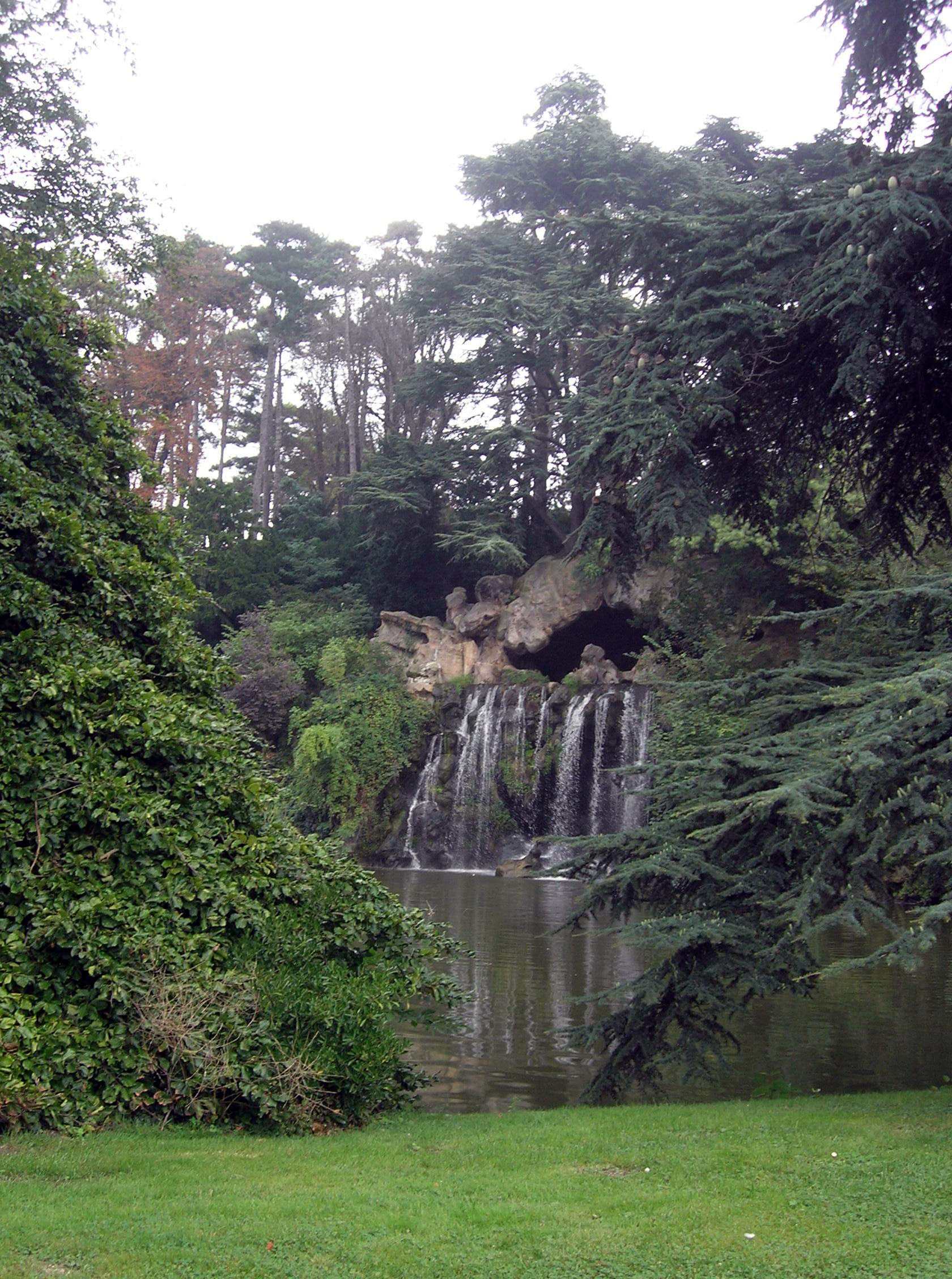
Thác nước trong khu rừng Boulogne

Rừng Boulogne là một khu rừng nhỏ nằm ở quận 16 thành phố Paris.
Nằm ở phía tây thành phố, với diện tích khoảng 846 hecta, rừng Boulogne được xem như lá phổi xanh của Paris. Khu rừng này rộng gấp hai lần Central Park ở New York, gấp 3,3 lần Hyde Park ở Luân Đôn, nhưng chỉ bằng khoảng một phần sau rừng Soignes ở Bruxelles. Là một khu rừng, trong Boulogne còn có công viên Bagatelle ở trung tâm, ở phía đông nam có vườn nhà kính Auteuil và vườn Pré-Catelan.
Hiện nay, khu rừng Boulogne còn là địa điểm của gái mại dâm và những người thay đổi giới tính, đặc biệt về ban đêm.

Bois de Boulogne